# Ludwik Stanisław Liciński
Ludwik Stanisław Liciński (ur. 17 kwietnia 1874 w Lubartowie, zm. 22 kwietnia 1908 w Otwocku) – nowelista, poeta, etnograf.

## Życiorys
Studiował na Uniwersytecie Jagiellońskim oraz w Warszawie. Uczestniczył w pracach Uniwersytetu Latającego. Był związany ze środowiskiem lewicowym. Brał udział w rewolucji 1905 roku. Przyjaźnił się z Januszem Korczakiem, Zofią Nałkowską, L. Rydygierem, Henrykiem Lukrecem, Grzegorzem Glassem. Zmarł na gruźlicę w sanatorium w Otwocku.
Debiutował jako poeta w 1900 cyklem wierszy Z motywów sielskich, opublikowanych w Czytelni dla wszystkich. Napisał antyklerykalną powieść Ksiądz Jan Jaskólski (1908), tom opowiadań Z pamiętnika włóczęgi (1908) i nowel Halucynacje (1911). Publikował w tygodniku „Echa Kieleckie”, „Głosie”, „Wiśle”, „Myśli Niepodległej”, tajnej prasie związanej z SDKPiL. W 1905 ogłosił pracę etnograficzną o powiecie lubartowskim. W jego twórczości widoczne są wpływy ekspresjonizmu, a w warstwie ideowej anarchizmu. Ostro krytykował zastany ład społeczny. Opisywał naturalistycznie środowiska lumpenproletariatu, przeciwstawiając je mieszczańskim filistrom. 
Niepublikowane książkowo wiersze Licińskiego opracowane zostały przez Marlenę Sęczek w „Pamiętniku Literackim”.
Wspomnienie poświęcił Licińskiemu Kazimierz Bukowski:

Jak bezdomny włóczęga, słonecznych światów pan i marzyciel, szedł Liciński kamienistą drogą znojnej pielgrzymki po polskim świecie, tym zapomnianym przez literaturę błyszczących salonów, pachnących buduarów, obłudnej inteligencyi. Zbierał kwiaty po bagniskach życia. A przecież te kwiaty mają woń tajemniczą przyszłości, siłę niepokonanego czaru życia.
Wielkim twórcą nie był Liciński. Jego dorobek artystyczny to mała wiązanka tych kwiatów bagiennych. Ale mają one siłę i moc trwania. Nie uwiędną, lecz śnić będą wieczną wiosnę.